# Băbiciu
Băbiciu is een Roemeense gemeente in het district Olt.
Băbiciu telt 2288 inwoners.